# Brice Bingono
 (septembre 2012).
Pour les articles homonymes, voir Bingono.
Brice Bingono, né le 31 mai 1978, à Douala au Cameroun, est un dessinateur de bande dessinée français.

## Biographie
Né de mère française et de père camerounais à Douala, il grandit au Cameroun jusqu'à l'adolescence puis rejoint la France pour ses études. Diplômé en 1998 en arts appliqués et en 2001 de l'École des métiers du cinéma d'animation en tant que storyboarder, il s'installe en région parisienne afin de présenter ses travaux aux maisons d'éditions. Il rencontre Benoît Sokal qui lui propose de réaliser avec lui la Bande dessinée de son prochain jeux vidéo Paradise. Il fait ses débuts chez Casterman en 2005 puis réalise deux autres séries : Le Passeur avec Pierre-Paul Verelst aux Éditions Paquet (2008-2009) puis Pavillon noir avec Éric Corbeyran chez Soleil Productions (entamée en 2011).

## Œuvres

### Séries
Paradise est une série sortie entre 2005 et 2008, en parallèle d'un jeu vidéo d'aventure sorti en 2006 Paradise. L'action se déroule dans un pays d'Afrique imaginaire, la Mauranie.
Le Passeur est une fiction en 2 albums sortis en 2008 et 2009 qui dépeignent la vie d'un pilote suisse pendant la Seconde Guerre mondiale et son implication plus ou moins volontaire dans la résistance.
Pavillon Noir est une série prévue en 3 tomes sur la piraterie débutée en 2011, scénarisée par Éric Corbeyran et mise en couleur par Nicolas Bastide. Brice Bingono illustre un équipage hétéroclite qui affronte des phénomènes fantastiques.

### Tirages de luxe et éditions limitées
- L'album Le Passeur a été édité en tirage de luxe incluant les planches en noir et blanc ainsi que 16 pages de croquis inédits aux Éditions Paquet
- L'album D'écume et de sang de la série Pavillon Noir a fait l'objet d'une version luxe incluant la version noir et blanc de l'album ainsi que des croquis et un ex-libris inédits aux éditions BD Must.